# 櫻井梨央
櫻井 梨央（さくらい りお、2005年11月11日 - ）は、日本の歌手、アイドル。ハロー!プロジェクトの女性アイドルグループモーニング娘。の16期メンバー。東京都出身。アップフロントプロモーション所属。

## 略歴
2021年
- 『ハロー!プロジェクト 新メンバーオーディション2021』に応募するも、4次審査で落選。

2022年
- 6月29日、モーニング娘。'22とJuice=Juiceの新メンバー合同オーディションに合格し、モーニング娘。への加入が発表された。櫻井を指導する教育係には野中美希がついた。
- 12月21日、シングル「Swing Swing Paradise/Happy birthday to Me!」でメジャーデビュー。

2023年
- 6月29日、1st写真集「梨央 17歳」を発売。

2024年
- 12月24日、2nd写真集「natural-ly」を発売。

2025年
- 3月31日、Instagramを開始。

## 人物
- 愛称は、らいりー、りーちゃん[1]。イメージカラーはミルクティー[12]。
- 好きな食べ物は辛口ではないカレーライスで、特にバターチキンカレーが好き[13]。
- 好きなスポーツはドッジボールで、球技全般が好き[13]。
- 趣味はアイドル鑑賞。
- 前髪は作っていない。

## 書籍

### 写真集
- 梨央 17歳（2023年6月29日、オデッセー出版、撮影：鈴木ゴータ） ISBN 978-4-908643-90-3[9]
- natural-ly（2024年12月25日、オデッセー出版、撮影：山下深礼） ISBN 978-4-911265-05-5[10]

### 雑誌連載
- JUNON「名建築に恋わずらいり〜♡」（2024年4月22日 - 、主婦と生活社）[14]

## 出演

### ラジオ
- MBSヤングタウン土曜日[15]（2024年6月29日 - 、MBSラジオ）